# Consuelo Yznaga

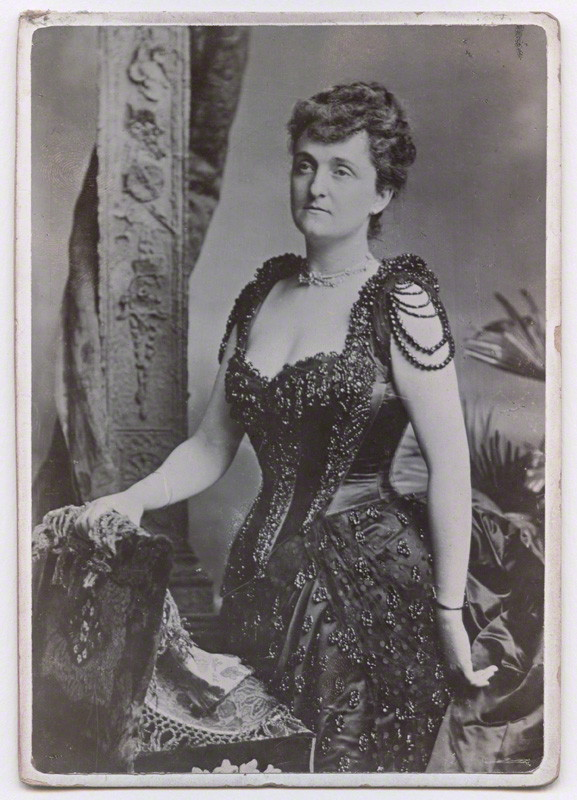
Consuelo Yznaga, duquesa de Mánchester, hacia 1891.

Consuelo Yznaga, duquesa de Mánchester (1853 - 20 de noviembre de 1909) fue una integrante cubana-americana de la alta sociedad neoyorquina, hija de Antonio Yznaga del Valle y de Ellen Clement. Se casó el 22 de mayo de 1876 en Nueva York con George Victor Drogo Montagu, vizconde Mandeville (17 de junio de 1853, Kimbolton, Inglaterra - 18 de agosto de 1892, Tanderagee, Irlanda), hijo de Sir William Drogo Montagu, 7.º duque de Mánchester, y Luise Friedericke, condesa von Alten. Su vida fue objeto de una novela firmada por su amiga la escritora Edith Wharton, titulada The Buccaneers.

## Biografía
Consuelo Yznaga nació en 1853 en Nueva York, la segunda de los cuatro hijos del diplomático cubano Antonio Modesto Yznaga del Valle (1823-1892) y su esposa estadounidense Ellen Maria Clement (1833-1908). Su padre pertenecía a una antigua familia cubana propietaria de una gran plantación, Torre Iznaga, y de ingenios azucareros en las cercanías de Trinidad, Cuba, conectada con varias familias aristocráticas españolas. Su madre era hija de Samuel Clement, capitán de un barco de vapor, y Maria Augusta Litle.
Creció en Ravenswood Plantation en Concordia Parish, Luisiana, que heredó a la muerte de sus padres. Además de conservar las plantaciones de Cuba y Luisiana, su padre adquirió propiedades en Nueva York y Newport, Rhode Island. Su hermana Natividad "Naticia" Yznaga, se casó con Sir John Lister-Kaye, tercer baronet (1853-1924), en 1881. Su hermano, Fernando Yznaga (1850-1901) se casó con Mary Virginia "Jennie" Smith, hermana de Alva Smith Vandervilt Belmont, la mejor amiga de la infancia de Consuelo.
En su adolescencia se convirtió en una figura muy conocida en la escena social de Nueva York como miembro del grupo llamado los "Bouncers", donde conoció al Vizconde Mandeville. La pareja se casó en la Iglesia Grace de Nueva York en 1876, y luego se asentaron en una finca en Irlanda. Tuvieron tres hijos: un varón, William Montagu, 9.º duque de Mánchester (1877-1947), que sucedió a su padre como duque; y dos hijas gemelas, May (1879-1895) y Nell (1879-1900) que murieron ambas solteras de consunción después de la muerte de su padre en 1892.
Lady Mandeville fue amiga desde la infancia de Alva Eskine Smith (Vanderbilt), que nombró a su hija, Consuelo Vanderbilt, en honor de su amiga. Durante su matrimonio, se involucró en organizaciones caritativas. Pertenecía al círculo íntimo de Eduardo VII del Reino Unido, y poco antes de su muerte recibió a Eduardo VII y a Nicolás II, zar de Rusia, durante una visita del zar a Inglaterra.
Consuelo recibió una educación continental, porque ella había ido a París para ser aceptada en la corte de Eugenia de Montijo, la emperatriz de ascendencia española. Regresó a América a finales de 1870 después de la agitación en Francia. Mientras que su padre fue prosperando, fue deshonrado casi en una fiesta cuando ella no se vistió adecuadamente para la ocasión. En algún momento a mediados de 1870, conoció al futuro Duque de Mánchester en un lugar de descanso de Nueva York. Unos meses más tarde, se casaron. Entre los asistentes al banquete nupcial estaba su amiga, Alva Eskine Smith (Vanderbilt) cuya hija, Consuelo Vanderbilt, emparentó también con la nobleza británica. Consuelo Yznaga y el duque tuvieron tres hijos: dos hijas y un heredero. Su marido era un mujeriego manirroto que a menudo estaba en quiebra.
La duquesa murió de neuritis el 20 de noviembre de 1909, estando junto a su lecho de muerte sus dos hermanas Emily y Naticia. Su millonario patrimonio fue repartido entre familiares. La duquesa legó un brazalete a su amiga la reina Alejandra, así como la tiara Mánchester, creada por Cartier en 1903 para la duquesa, y que ahora se encuentra en el Museo Victoria y Alberto de Londres. Un collar de esmeraldas y diamantes que le perteneció fue subastado en Sotheby's en 2015.

## En la ficción
La vida de Consuelo Yznaga ha sido un misterio para muchos, ya que pocas personas sabían de su vida como una bohemia "belleza sureña" que se convirtió en una duquesa inglesa en el cambio de siglo. Fue inmortalizada por la escritora norteamericana Edith Wharton como Conchita Closson, una joven muy exótica de origen brasileño. También recibió la atención de la escritora canadiense Marian Fowler, quien hizo una extensa biografía sobre ella en su libro de 1994 "Una jaula de oro".